# Ballantiophora
Ballantiophora là một chi bướm đêm thuộc họ Geometridae.

## Các loài
- Ballantiophora gibbiferata (Guenée, 1857)
- Ballantiophora innotata Warren, 1894